# 夏村波夫
夏村 波夫（なつむら なみお、1946年 - ）は、日本の文筆家。

## 来歴
静岡県生まれ。成蹊大学卒業後、出版社に勤務。1981年、企画集団・波乗社設立（坂崎重盛設立）に参加。

## 著書
- 『知的ネットワーク(人間関係)のつくり方 ビジネスマンが「進化」しなければならないわけ』こう書房　1988
- 『好奇心レッスン ユメを追い、自分を楽しみ、自分を超える法』日本実業出版社　1990
- 『ライフワーク・テーマの探し方 週休活用「悦楽」的万遊大典』ダイヤモンド社　1990
- 『そして、みんなミーハーになった。 情報ミーハー的ライフスタイルのすすめ』PHP研究所　1991
- 『伊能忠敬に学ぶ五十歳からの転身』日本実業出版社　1994
- 『ライフワークで知的時間と遊ぶ本 人生、面白く生きようじゃないか』雄鶏社　1994　On select

## 共著編
- 『セレンディップ ツキを呼ぶ脳力 ニュートンのリンゴは君の前にも落ちる!』久保田競共著　主婦の友社　1990
- 『ビジネスセンスの活かし方、殺し方』編　ガイア　1990
- 『生きる勇気がわく言葉 あなたを支えてくれる名言一言』編　雄鶏社　1994　のちKawade夢文庫

## 参考
- 『ライフワークで知的時間と遊ぶ本』著者紹介